# Сумбуя
Сумбу́я (англ. Sumbuya) — місто у складі округу Бо Південної провінції Сьєрра-Леоне. Адміністративний центр вождівства Луґбу та центр секції Карґбеву. Населення міста становить 2852 особи (2015).

## Географія
Місто розташоване на річці Сева за 40 км на південний захід від центру округа міста Бо, з яким пов'язане автодорогою.

### Клімат
Місто знаходиться у зоні, котра характеризується мусонним кліматом. Найтепліший місяць — квітень із середньою температурою 27.9 °C (82.2 °F). Найхолодніший місяць — серпень, із середньою температурою 25.2 °С (77.4 °F).
| Клімат Сумбуї           | Клімат Сумбуї | Клімат Сумбуї | Клімат Сумбуї | Клімат Сумбуї | Клімат Сумбуї | Клімат Сумбуї | Клімат Сумбуї | Клімат Сумбуї | Клімат Сумбуї | Клімат Сумбуї | Клімат Сумбуї | Клімат Сумбуї | Клімат Сумбуї |
| Показник                | Січ.          | Лют.          | Бер.          | Квіт.         | Трав.         | Черв.         | Лип.          | Серп.         | Вер.          | Жовт.         | Лист.         | Груд.         | Рік           |
| Середня температура, °C | 25,8          | 27,2          | 27,8          | 27,9          | 27,2          | 26,3          | 25,3          | 25,2          | 25,8          | 26,4          | 26,7          | 26,1          | 26,5          |
| Норма опадів, мм        | 8             | 20.4          | 47            | 108.9         | 269.2         | 415.6         | 579.5         | 612.1         | 470.2         | 339.7         | 142.4         | 36.2          | 3049.2        |
| Днів з опадами          | 1,1           | 1,7           | 4,6           | 8,6           | 16,9          | 22,3          | 25,2          | 25,8          | 24,7          | 23,2          | 12,8          | 3,1           | 170           |
| Вологість повітря, %    | 72.1          | 71.4          | 69.8          | 71.5          | 79.7          | 82.5          | 86.6          | 87.4          | 84.8          | 81.3          | 80.1          | 77.2          | 78.7          |
| ----------------------- | ------------- | ------------- | ------------- | ------------- | ------------- | ------------- | ------------- | ------------- | ------------- | ------------- | ------------- | ------------- | ------------- |
| Джерело: Weatherbase    |               |               |               |               |               |               |               |               |               |               |               |               |               |

## Господарство
У селі діють 2 початкових школи, середня школа, 2 центри здоров'я.